# Höhere Polizeischule Potsdam-Eiche
Die preußische Höhere Polizeischule in Potsdam-Eiche war ab 1923 die zentrale Ausbildungsstätte der preußischen Polizeioffiziere der Schutzpolizei während der Weimarer Republik. Sie wurde am 20. Mai 1921 gegründet und 1927 durch das Polizei-Institut Charlottenburg zur fachlichen Abgrenzung für Kriminalkommissare ergänzt.

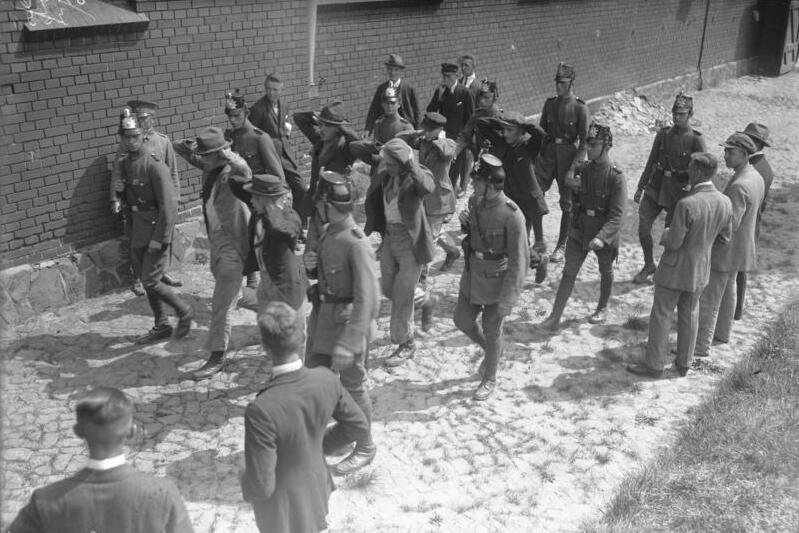
Aufständische werden in einer Übung der preußischen Schutzpolizei weggeführt, Brandenburg (Havel), 1924

## Historische Entwicklung
Noch zur Zeit des Kaiserreichs hatten viele Polizeiführer ihre Berufsentwicklung in der kaiserlichen Armee begonnen. Ein großer Teil der obersten Führungskräfte entstammten adligen Familien oder militärisch orientierten Familiendynastien. In der Weimarer Republik sollte jedoch innerhalb der Polizei ein eigener demokratischer Geist herrschen, der sich nicht an militärischen Zielen, sondern an der Weimarer Verfassung orientierte. Darin bestand ein wichtiges Ziel des sozialdemokratischen Innenministers Carl Severing. Daher sollten die Polizeiführer besonders ausgebildet und zur Einhaltung rechtlicher Normen angehalten und nach demokratischen Prinzipien ausgerichtet werden. Die Ausbildung in Preußen fand ab 1920 in der Höheren Sicherheitspolizeischule in Potsdam statt und wechselte institutionell 1921 in eine ehemalige Infanteriekaserne in Potsdam-Eiche. Anfangs ging es vor allem um die Umschulung vieler entlassener Heeres- und Marineoffiziere, die in der Polizei einen neuen beruflichen Anfang suchten. Sie brachten zwar die alte kaiserliche Offiziersmentalität in die Polizei mit und standen von ihrer Persönlichkeit her für eine militärische, nicht zivil-demokratische Ausrichtung. Hauptziel war deshalb zunächst, aus der militärischen Klientel Polizeianwärter auszubilden, erst später kamen direkte Kurse für Polizei- und Kriminalkommissare dazu. Diese ersten Ausbildungsgänge dauerten in der Regel 6 Wochen.

## Zielstellung und Profil der Polizeischule
Erst ab 1923 wurde an der Polizeischule in Potsdam-Eiche zur gezielten Ausbildung von Polizeioffiziersanwärtern mit einer Ausbildungszeit von 12 Monaten übergegangen. Nach einer ersten Aufnahmeüberprüfung wurden die geeigneten Bewerber ausgewählt. Bestandteil der Lehrgänge waren 3 Monate Besuch der Polizeischule für Leibesübung in Spandau und 9 Monate Ausbildung an der Höheren Polizeischule. Nach weiteren drei Monaten Polizeipraxis, in einer der zahlreichen Polizeidienststellen, wurden die Absolventen offiziell in den Polizeidienst übernommen. Von 1923 an wurden 17 solcher Lehrgänge für die Ausbildung von Polizeioffizieren in Potsdam-Eiche durchgeführt. Parallel dazu fanden aber auch 3- bis 4-monatige Fortbildungskurse für bereits im Dienst befindliche Polizeioffiziere statt.
Ab 1926, als der Bedarf an Polizeioffizieren weiter gestiegen war und bereits grundlegende Erfahrungen zur Ausbildung von Polizeipersonal unter den neuen Bedingungen gesammelt worden waren, leitete das Innenministerium auf der Grundlage eigener Forschungsergebnisse eine Trennung zwischen der Ausbildung von Führungskräften für die Schutzbereich und die Kriminalitätsbekämpfung ein. Im Ergebnis dieses Schrittes wurde Anfang 1927, in einem eigenen Kriminalinstitut in Berlin mit der Ausbildung von Kriminalanwärtern begonnen. Am 1. Dezember 1930 wurde die räumliche Trennung zwischen Ausbildung von Kriminalisten am Institut in Berlin-Charlottenburg und Polizeioffizieren für den Schutzbereich in Eiche jedoch wieder aufgehoben. Neben der Offiziersausbildung an beiden Standorten wurden einfache Polizeianwärter in Preußen in zehn Polizeischulen ausgebildet. Einschneidend waren dann die Veränderungen für die Höhere Polizeischule unmittelbar nach der Machtergreifung im Januar 1933. Die mit dem Schritt der rigorosen Machtfestigung der NS-Herrschaft einhergehende Umstrukturierung der Polizei, auf die nationalsozialistische Ideologie ausgerichtete "Gleichschaltung", führte auch im Bereich der Polizeischule zu gravierenden Eingriffen in die bisher vollzogene Entwicklung. Neben der drastischen Einschränkung demokratischer Polizeirechte kam es auch zum Austausch des Personals. Führungs- und Lehrkräfte in den polizeilichen Ausbildungsinstitutionen, die sich dem nationalsozialistischen Geist nicht beugen wollten, wurden rigoros entfernt.
Mit der Gleichschaltung der Polizei wurde die Höhere Polizeischule 1935 als preußische Einrichtung aufgelöst. In das Gebäude an der Kaiser-Friedrich-Str. 143 (heute Polizeipräsidium Potsdam) zog 1936 eine Heeres-Unteroffiziersschule ein. Die Ausbildung der Offiziere der durch die Polizeireform 1936 geschaffenen Ordnungspolizei unter Kurt Daluege wurde neu geregelt, in den Kasernen von Eiche fanden auch noch weitere Lehrgänge statt. Zwei Polizeioffiziers- und Schutzpolizei-Schulen bestanden ab 1. Februar 1936 in Fürstenfeldbruck und in Berlin-Köpenick (Kommandeur bis 1938: Reiner Liessem), 1943 verlegt nach Oranienburg (Kommandeur. Arthur Bahl) und im März 1944 nach Mariaschein.
Eine Nachfolgeeinrichtung nach der Zerschlagung des NS-Staates 1945 war zunächst in der britischen Zone mit der Polizei-Führungsakademie in Münster-Hiltrup eingerichtet worden.

## Kommandeure der Polizeischule
Kommandeur der Polizeischule Potsdam-Eiche waren:
- von 1925 bis zum „Preußenschlag“ im Juli 1932 Polizei-Oberst Georg Poten.
- ab 1932 Dr. Karl Leon (1885–1968)
- von März 1933 bis 1934 Alexander Andrae
- bis 1. Oktober 1935 Joachim von Siegroth

## Absolventen der Polizeischule
- Erich Abraham (1895–1971), General der Infanterie
- Fritz Albrecht (1905–1977), Brigadegeneral
- Werner von Bülow (1898–1943), Generalmajor der Wehrmacht
- Harry Herrmann (1909–1995), Oberst der Bundeswehr
- Walter Kubitzky (1891–1945), seit 1941 Regierungs- und Kriminalrat
- Walther Wecke (1885–1943), General der Wehrmacht